# Ricardo Alexandre dos Santos
Ricardo Alexandre dos Santos, genannt Ricardinho oder Mosquitinho Azul, (* 24. Juni 1976 in Passos, Minas Gerais) ist ein ehemaliger brasilianischer Fußballspieler. Er gewann in seiner Karriere verschiedene nationale sowie internationale Meisterschaften.
Die meisten Spiele seiner Laufbahn bestritt er für den Cruzeiro EC aus Belo Horizonte. Für die Füchse aus Minas Gerais soll er in verschiedenen Wettbewerben 411 Spiele bestritten und 45 Tore erzielt haben.
Nach seiner aktiven Laufbahn ging Ricardinho von 2008 bis 2011 in die Vereinigten Staaten. Er studierte dort Englisch. Nach seiner Rückkehr war für Grendene, einen Hersteller von Sandalen, als Händler in Belo Horizonte und einem Teil von Minas Gerais tätig. Aufgrund einer Knöcheloperation kann Ricardinho, auch in der Freizeit nur noch eingeschränkt Fußball spielen. Ein Interesse an einer Tätigkeit als Trainer, verneinte er 2016 in einem Interview, obwohl ihm gelegentlich Anfragen vorliegen.

## Erfolge
Cruzeiro
- Staatsmeisterschaft von Minas Gerais: 1994, 1996, 1997, 1998
- Copa Master de Supercopa: 1995
- Copa Ouro: 1995
- Copa do Brasil: 1996, 2000
- Copa Libertadores: 1997
- Recopa Sudamericana: 1998
- Copa dos Campeões Mineiros: 1999
- Copa Centro-Oeste: 1999
- Copa Sul-Minas: 2001, 2002
- Supercampeonato Mineiro: 2002

Kashima Antlers
- A3 Nissan Champions Cup: 2003

Auszeichnungen
- Bola de Prata: 1996, 2000